# Луј ле Во
Луј ле Во (фр. Louis Le Vau; 1612. Париз — 11. октобар 1670) је био француски архитекта, који је живео у Паризу, и радио за краља Луја XIV и његовог министра финансија Никола Фукеа.
Инспирисале су га форме италијанског барока којима је превазишао стил ренесансе. Његово најважније дело је дворац Во ле Виконт.
После смрти Жака ле Мерсијеа преузео је изградњу Палате Тиљерије, Лувра и Дворца Версај.

## Дела
- 1661 — 1670 „Колеж четири нације“, данас седиште Француског института
- 1670 — 1672 „Тријанон од порцелана“
- 1661 — 1662 Палата Лувр
- Краљичин павиљон
- Краљев павиљон
- 1657 — 1658 Дворац Во ле Виком
- 1669 — 1670 Дворац Версај[6]
- Дворац Венсен
- 1642 — 1644 Хотел Ламбер
- 1656 — 1657 Хотел Ланзун